# Župnija Maribor – Sveta Magdalena
Župnija Maribor – Sveta Magdalena je rimskokatoliška teritorialna župnija Dekanije Maribor Mariborskega naddekanata, ki je del Nadškofije Maribor.

## Zgodovina
Od leta 1963 župnijo upravljajo jezuiti.
V župniji sta do nemške okupacije leta 1941 kot kaplana delovala Franc Kač in Franc Orešnik, ki sta bila umorjena v Koncentracijskem taborišču Jasenovac, prvi 17. oktobra 1942, drugi pa 9. januarja 1945. V teku je njun postopek za priznanje svetništva.

## Sakralni objekti
| #  | Slika | Svetišče                      | Opomba                                            |
| -- | ----- | ----------------------------- | ------------------------------------------------- |
| 1. |       | Cerkev svete Marije Magdalene | župnijska cerkev, Magdalenski trg 3               |
| 2. |       | Kapela Srca Jezusovega        | kapela Jezuitskega kolegija Magis, Ljubljanska 13 |